# 弗氏稀棘䲁
弗氏稀棘䲁（學名：Meiacanthus fraseri），為輻鰭魚綱鳚形目䲁科稀棘䲁屬的一種，分布於西印度洋聖布蘭登群島海域，深度4至9公尺，體長可達5.4公分，棲息在沿岸淺水域，雌魚產附著性卵，雄魚有護卵行為，生活習性不明。